# Adam Szyper
Adam Szyper (ur. 6 grudnia 1939 w Łodzi, zm. 30 września 2015 w Princeton) – polski poeta i tłumacz żydowskiego pochodzenia, przebywający od 1957 na emigracji.

## Życiorys
Urodził się w Łodzi w rodzinie żydowskiej. W 1940 wraz z rodzicami został przesiedlony do łódzkiego getta, gdzie spędził cztery lata. Przeżył pobyt w pięciu niemieckich obozach koncentracyjnych, w tym Auschwitz. Po zakończeniu wojny powrócił do Łodzi. W 1957 wyemigrował do Izraela, a w 1962 wyjechał do Stanów Zjednoczonych i osiadł w Nowym Jorku. Pod koniec życia mieszkał pod Princeton w stanie New Jersey.

## Twórczość
Adam Szyper publikował swoje wiersze w języku polskim i angielskim. Znał również język hebrajski, rosyjski i esperanto, z których tłumaczył na język polski. Jego wiersze publikowane są w licznych antologiach i magazynach literackich. Był współpracownikiem miesięcznika „Tygiel Kultury”.
Wydał wiele książek, w tym:
- 1991: Z poddasza snów
- 1992: Nowy Jork – strach w raju
- 1992: Chcę tylko być. Mi volas nur esti (Pisa/Pizo) ISBN 88-7036-055-5 (tłumaczenie z esperanto)
- 1993: Diabeł Żyd
- 1996: Wiersze wybrane
- 1998: Wygnanie
- 2001: Życie pod prąd